# Gregorio Cruzada Villaamil
Œuvres principales
- Catálogo provisional, historial y razonado del Museo Nacional de Pinturas (1865)
- Los tapices de Goya (1870)

Gregorio Cruzada Villaamil, né à Alicante en 1832 et mort le 29 novembre 1884 à Madrid, est un important Historien de l'art, critique d'art, historien, journaliste, éditeur, homme politique espagnol du XIXe siècle.

## Biographie
Gregorio Cruzada Villaamil est journaliste à La Revista Ibérica et dirige La Razón, le bulletin mensuel El Arte en España (1862-1870) et El Averiguador (1867). Il utilise le pseudonyme « El difunto pintor Orbaneja ».
Il dénonce l'état de délabrement de la cathédrale de León et promeut sa restauration. Connu pour son grand travail historiographique, il suit les pas de Juan Agustín Ceán Bermúdez en suivant la méthodologie positiviste, et documente à fond ses travaux, agrémente de données ses critiques afin d'obtenir la plus grande rigueur.
Après Antonio Palomino, il est le premier spécialiste de Diego Velázquez, en particulier sa relation avec Pierre-Paul Rubens. Il découvre en 1870 les cartons de Goya dans les sous-sols du palais royal de Madrid ; il obtient qu'on leur donne une place à part entière dans la collection du musée du Prado et écrit plusieurs ouvrages sur le peintre aragonais, dont Los tapices de Goya qui est une référence sur le sujet des cartons de tapisserie.
Très versé dans la culture sans mettre de côté celle de la jeunesse d'alors, il entretient un groupe de débat dans sa maison de la rue Lope de Vega à Madrid où interviennent plusieurs écrivains et artistes, en particulier en provenance de Grenade, alors pas encore connus : Pedro de Alarcón, Gaspar Núñez de Arce, Ventura Ruiz Aguilera (es), Manuel del Palacio (es), José Castro y Serrano (es), Luis de Eguílaz (es), Antonio Trueba, le librettiste de zarzuelas José Picón (es), le romancier Manuel Fernández y González (es), le dramaturge Adelardo López de Ayala, le poète Antonio Arnao (es), le poète et dramaturge Eulogio Florentino Sanz (es), le peintre Germán Hernández Amores (es) et l'écrivain Manuel de Llano y Persi (es).
Il fonde et promeut plusieurs études sur l'art en Espagne (es), avec notamment le bulletin bi-hebdomadaire El Arte en España, qu'il dirige de 1862 à 1870.
Comme critique d'art, il soutient à plusieurs reprises la carrière de peintres tels qu'Antonio Gisbert et José Casado del Alisal, lors d'une célèbre polémique entretenue avec Pedro de Madrazo y Kuntz, auteur notamment des catalogues du musée du Prado.
Illustre libéral, Cruzada exerce plusieurs postes publics importants en relation avec le patrimoine artistique, comme celui de chef de la Commission des Inventaires et les directions générales des Statistiques et de la Poste. Il occupe ce dernier poste pendant six ans, de 1875 à 1881, lors desquels il restaure le réseau détruit par la dernière guerre carliste et élabore des Anales de las Ordenanzas de Correos de España (1879) en plusieurs langues.
Il devient membre correspondant de l'Académie royale des beaux-arts de San Fernando, appartient à la Société des bibliophiles espagnols et collabore avec Francisco Asenjo Barbieri pour exhumer des codex de musique ancienne espagnole, parmi lesquels le Chansonnier de Palacio (ou de Barbieri), au sein des collections de la Bibliothèque royale en 1870, avant de l'imprimer en 1890. Il est l'un des historiens qui ont le plus approfondi les collections du Prado. Dans l'œuvre de Goya, il est le premier à avoir étudié et catalogué avec précision les cartons de tapisserie, restaurant plusieurs documents d'archive à ces fins. Peu après, il décide d'entreprendre un projet colossal : publier un livre sur la vie et l'œuvre de Diego Velázquez. Pour cela, il étudie à fond la collection de Rubens, ce qui l'amène à publier Rubens, diplomático español, première œuvre sérieuse sur le peintre. Il édite par ailleurs deux ouvrages classiques sur l'histoire de la peinture du Siècle d'or espagnol : Arte de la Pintura de Francisco Pacheco et Diálogos de la pintura, su defensa, origen, essentia, definición, modos y differencias de Vicente Carducho.
Vers la fin de l'année 1862, il devient sous-directeur du Musée national de la Peinture et de la Sculpture, plus connu sous le nom de Museo de la Trinidad (es), poste qu'il occupe jusqu'en 1864, devenant l'année suivante directeur, jusqu'en 1870. Il met à jour et révise le catalogue alors sommaire des peintures réalisé en 1854, en inspectant toutes les collections présentes dans le musée. Il publie ainsi en 1865 le Catálogo provisional, historial y razonado del Museo Nacional de Pinturas. Cet ouvrage fait date, car dans les années 1870 a lieu en Espagne un débat important sur les caractéristiques que doivent contenir les catalogues de musée. Beaucoup réclament plus d'informations sur les œuvres que celles fournies alors par le catalogue du Prado de Pedro de Madrazo y Kuntz. Cruzada Villaamil, grand rival de ce dernier publie ce catalogue pour donner un exemple de ce que devrait être un catalogue de musée. Le musée du Prado doit s'y résoudre et s'y prépare, jusqu'en 1872 et la publication du Catálogo descriptivo e histórico del Museo del Prado de Madrid. Parte primera. Escuelas italianas y españolas, qui contient un long texte sur l'histoire des collections royales du Prado ainsi que sur les différentes écoles de peinture italiennes et espagnoles. Le résultat est un catalogue clairement et abondamment enrichi, avec notamment beaucoup de détails dans les biographies des artistes et les descriptions des œuvres, mais surtout la grande quantité de notices historiques sur l'origine des tableaux.
Entre 1871 et 1876, il est élu député de la province d'Alicante.

## Œuvre

### Publications
- (es) Los viajes de Rubens a España : oficios diplomáticos de un pintor[4], Miraguano
- (es) Crónica de la guerra de Africa[5], 1859Écrit avec Emilio Castelar, Francisco de Paula Canalejas, Miguel Morayta.
- (es) Catálogo provisional, historial y razonado del Museo Nacional de Pinturas[3], Manuel Galiano, 1865
- (es) Juicio crítico de la Exposición de Bellas Artes de 1867[6], 1867
- (es) La Casa del Sordo[7], El Arte en España, 1868Ouvrage de référence sur la Quinta del Sordo et les Peintures noires.
- (es) Los tapices de Goya[8], Rivadeneyra, 1870Ouvrage de référence sur les cartons de Goya.
- (es) Rubens diplomático español[9], Revista Europea, 1874
- (es) Tratado de las campañas y otros acontecimientos de los ejércitos del emperador Carlos V en Italia, Francia, Austria, Berberia y Grecia, desde 1521 hasta 1545[10], Aribau y ca, 1876Écrit avec Martín García Cerezeda, Feliciano Ramírez de Arellano.
- (es) Anales de la vida y de las obras de Diego de Silva Velázquez. Escritos con ayuda de nuevos documentos[11], Miguel Guijarro, 1885
- (es) El terrible Gómez : humorada cómico-lírica en un acto y tres cuadros en prosa[12], R. VelascoÉcrit avec J. Cristóbal María Plá, Carlos Agustino, Enrique Reñé.

Autres documents
- (es) José de Castro et Gregorio Cruzada Villaamil, Carta de José de Castro y Serrano a Luis María Ramírez de las Casas Deza, Madrid, 1858, 2 p. (OCLC 430598511)

### Éditions
- Francisco Pacheco, Arte de la Pintura[13]
- Vicente Carducho, Diálogos de la pintura, su defensa, origen, essentia, definición, modos y differencias[14], 1865
- Juan Eugenio Hartzenbusch, Noticias biogràficas de los españoles cèlebres cuyos Cristos contiene la Galeria[15]